# 楊祜 (嘉靖乙未進士)
楊祜（1511年—1602年），字受夫，號麗岩，四川成都府內江縣人，民籍，治《詩經》，明朝政治人物。

## 生平
嘉靖十三年（1534年）甲午科四川鄉試第九名舉人。嘉靖十四年（1535年）中式乙未科會試第三百十六名，登第三甲第七十七名進士。授行人，奉命册封藩王，谢绝宴会馈赠。转工部员外郎，管理杭州税课，尽除夙弊，時有“留得清风徹古杭”之赠。回京後，值严嵩用事，因未党附，左迁照磨，转洛令，復入为部郎，寻擢贵州參議，当时安夷首领假手驿丞万谦贿赂楊祜，被严词拒绝。後贵州巡撫迎合朝廷执政之意，弹劾楊祜，被罢免。家居時甘于淡泊，骑一匹羸马，与农夫偕游田间三年。年九十二，无疾而终。

## 家族
曾祖楊雍，貢士；祖父楊浩，曾任省祭官；父楊廷蓁，母閭氏。